# Buddha Yodfa Chulalok
Rama I, född 1737, död 1809, var en thailändsk monark. Han var regerande kung av Thailand mellan 1782 och 1809. 